# Hugo Friedländer
Hugo Friedländer oder Friedlaender (* 21. Februar 1847 in Bernstadt an der Weide, Landkreis Oels, Provinz Schlesien; † 14. Januar 1918 in Berlin) war ein deutscher Journalist und Gerichtsreporter.

## Leben
Friedländer war ein Sohn des Gymnasiallehrers Hermann Friedländer und seiner Ehefrau Henriette, geborene Lubliner. Als junger Gymnasiast war Hugo Friedländer Zeuge der Beerdigung von Ferdinand Lassalle in Breslau. Friedländer war im September 1872 Delegierter des Haager Kongresses der Internationalen Arbeiterassoziation mit einem Mandat der Zürcher Sektion. Er war Mitarbeiter der sozialdemokratischen Presse.

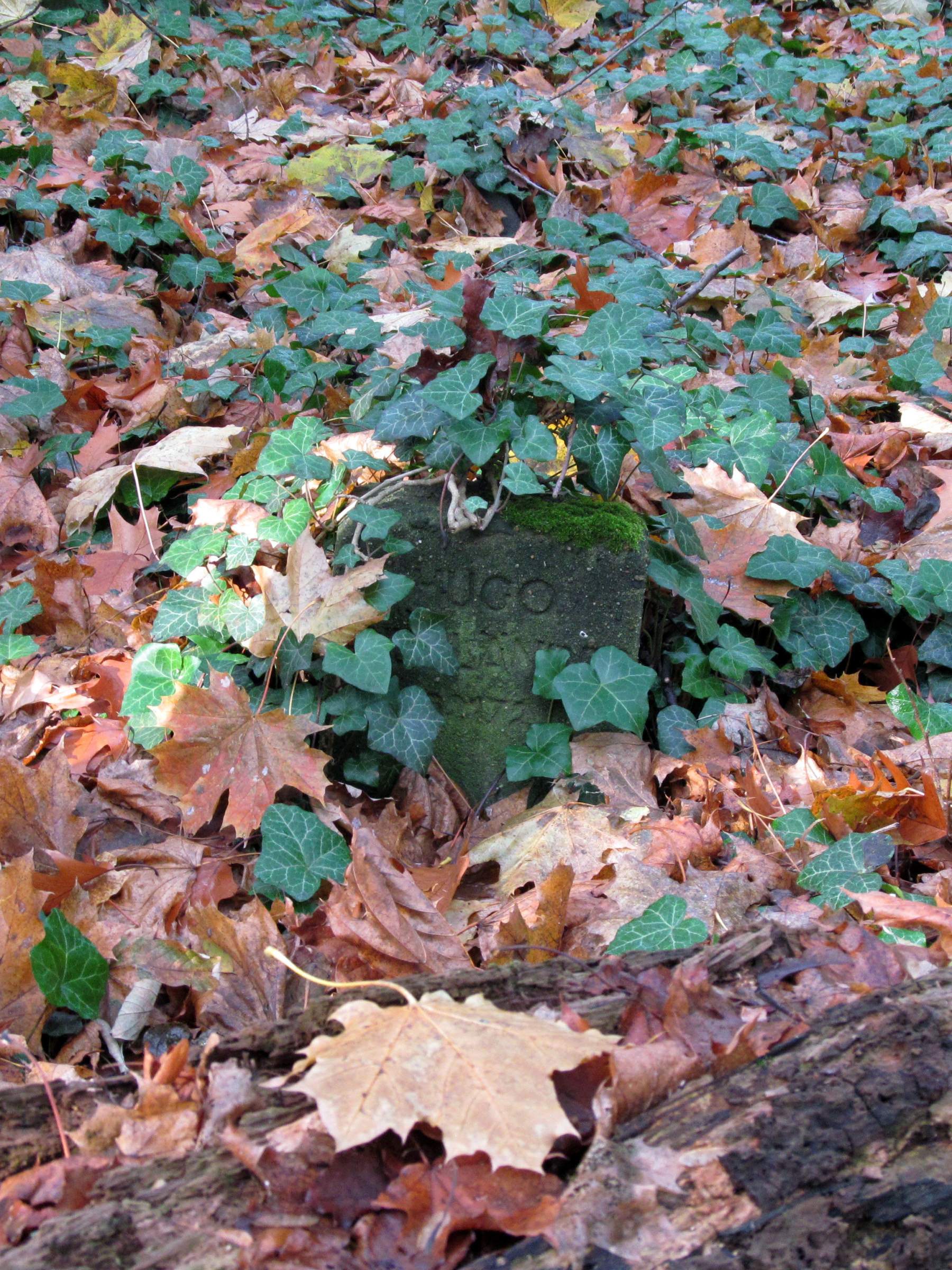
Grab Friedländers auf dem Jüdischen Friedhof Weißensee

Nach jahrzehntelanger Tätigkeit als Gerichtsberichterstatter in Berlin gab Friedländer 1908 einen ersten Sammelband spektakulärer Prozesse aus dem Kaiserreich heraus, dem von 1910 bis 1914 die zehnbändige Buchreihe Interessante Kriminal-Prozesse folgte. Er lehnte sich dabei an François Gayot de Pitaval an, von dem die zwanzigbändigen Causes célèbres et intéressantes stammten.
Unter dem Pseudonym „F. Hugländer“ veröffentlicht er 1914 in Magnus Hirschfelds Jahrbuch für sexuelle Zwischenstufen einen Aufsatz Aus dem homosexuellen Leben Alt-Berlins.
Von Friedländer sind vier Briefe an die J. G. Cotta’sche Buchhandlung in Stuttgart, datiert zwischen dem 3. Februar 1878 und dem 23. Dezember 1880, im Deutschen Literaturarchiv in Marbach am Neckar überliefert.

## Werke
- Das Dynamit-Attentat gegen das Leben Sr. M. d. Kaisers, des deutschen Kronprinzen und der versammelten deutschen Bundesfürsten bei der Enthüllungsfeier des Niederwalddenkmals vor dem Reichsgericht. Leopold & Bär, Leipzig 1884
- Die Ermordung des Polizei-Rath Dr. Rumpff vor dem Schwurgericht zu Frankfurt a.M. vom 29. Juni bis 1. Juli 1885. Leopold & Bär, Leipzig 1885
- Die Reichstagsabgeordneten von Vollmar, Bebel und Genossen wegen Theilnahme an einer geheimen Verbindung auf der Anklagebank. Verhandlungen vor der I. Strafkammer des Königlich Sächsischen Landgerichts zu Freiberg in Sachsen vom 26. bis 28. Juli 1886. Freiberg 1886
- Der Knabenmord in Xanten vor dem Schwurgericht zu Cleve vom 4. bis 14. Juli 1892. Startz, Cleve 1892
- Das Bernstein-Monopol vor Gericht. F. W. Feige, Stolp 1896 (online)
- Kulturhistorische Kriminal-Prozesse der letzten vierzig Jahre von Hugo Friedlaender, Gerichts-Berichterstatter. Continent, Berlin 1908 (Vorwort von Johannes Werthauer)
- Interessante Kriminal-Prozesse von kulturhistorischer Bedeutung. Darstellung merkwürdiger Strafrechtsfälle aus Gegenwart und Jüngstvergangenheit. Verlag Hermann Barsdorf / Verlag Berliner Buchversand, Berlin 1910–1914 (10 Bände; Vorworte von Erich Sello)
- Die russische Dynastie Romanow auf der Anklagebank der Weltgeschichte. Volkstümliche Darstellung, auf Grund amtlichen, insbesondere gerichtlichen Materials. Verlag H. Sklarz, Berlin ca. 1914
- London bei Nacht. Die Sittenzustände in den höchsten Londoner Gesellschaftskreisen und die Heuchelei der englischen Drahtzieher am Pranger. Verlag H. Sklarz, Berlin ca. 1914

## Digitale Ausgabe
Hugo Friedländer: Interessante Kriminal-Prozesse [Elektronische Ressource]: ein Pitaval des Kaiserreichs, Directmedia Publishing, Berlin 2004, ISBN 3-89853-451-0